# Oinville-sur-Montcient
Oinville-sur-Montcient är en kommun i departementet Yvelines i regionen Île-de-France i norra Frankrike. Kommunen ligger i kantonen Limay som tillhör arrondissementet Mantes-la-Jolie. År 2022 hade Oinville-sur-Montcient 1 113 invånare.

## Befolkningsutveckling
Antalet invånare i kommunen Oinville-sur-Montcient
| Referens: INSEE |